# Дондерждрама

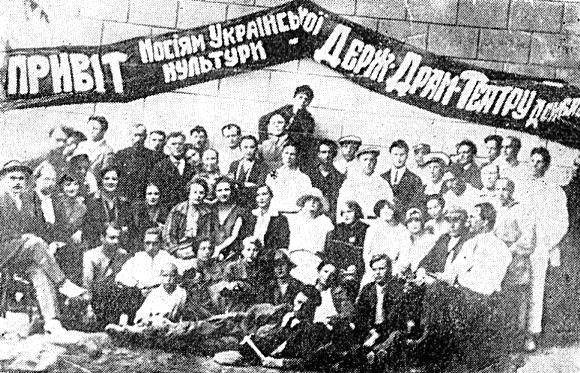
Колектив Дондерждрами, 1929 р.

Вседонбасівський державний український драматичний театр (Дондерждрама) — перший український театр Донбасу.
Діяв на Донбасі у 1928-35 роках. Спершу, у 1928-29 рр., базувався у м. Сталіно. У 1930–1934 рр. працював поза межами м. Сталіно, гастролював по містах Донбасу і всієї України.
У 1935 р. перестав існувати, злившись із пересувним українським театром ім. Артема, що базувався у м. Артемівську.

## Опис
Дондерждрама  є  першим  самостійним  українським театром на Донбасі. Від заснування у 1928 р. театр  базувався  у  місті  Сталіно,  не  маючи  постійного театрального  приміщення.  Великою  проблемою  були  також: відсутність  коштів  та  чіткого  репертуарного  плану,  плинність акторських кадрів. Згадки про роботу в місті Сталіно відносяться лише до 1928 та1929 років. У 1930-1934 рр. театр працював за межами міста Сталіно, гастролюючи по містах області та України. Констатується відсутність архівних документів про утворення Дондерждрами як першого українського стаціонарного театру Донбасу. Колектив «Дондерждрами» включав таких акторів, як П. Польова, Р. Раїсова,  П. Шевченко,  Л. Усатенко,  Д. І. Жуков,  Є. Хуторна, Д. Гайдамака, І. Авдієнко, Н. Рейська, Ю. Шостаківська, О. Горська,  Л. Задніпровський,  Н. Білодідова,  режисери  Терентьєв, Д. І. Шклярський, Ю. Л. Шнейдерман та інш. Очолив Дондерждраму у 1928 році режисер Д. І. Шклярський. У1931 році 15-річною дівчиною в театрі розпочала  свою  творчу  кар’єру  майбутня  заслужена артистка  України  Марія  Адамська, яку запросив на роботу режисер Леонід Іванович Кліщеєв. Репертуар театру складали п’єси «Кадри» І. Микитенка, «Рейки  гудуть» Кіршона, «Яблуневий  полон» Дніпровського, «Мина  Мазало» Куліша. «Перша  кінна», «Шахта«Марія», «Вулиця моєї радості», «Загибель ескадри», «Мій друг» та інші.